# Ann Ward
Ann Ward este un fotomodel american, cunoscută ca și câștigatorea Ciclulului de 15 din emisiunea TV America's Next Top Model. Ea este prezentată de agenția IMG Models.

## Date biografice
Ann Ward provine inițial din zona Dallas, Texas. A absolvit liceul în Prosper, Texas în 2009. Ea a fost batjocorită în timpul școlii, datorită înălțimii sale, care a provocat la ea probleme de auto-încredere.